# Benjamin Filipović
Benjamin_Filipović (ur. 1962 w Sarajewie, zm. 20 lipca 2006 tamże) – bośniacki reżyser i scenarzysta filmowy.

## Życiorys
Ukończył studia z zakresu reżyserii filmowej w praskiej FAMU. Za dyplomowy film krótkometrażowy Plus, minus – jedan otrzymał Złoty Medal Miasta Belgradu i specjalną nagrodę jury na festiwalu studenckim w Karlowych Warach. W 1991 zrealizował swój pierwszy film długometrażowy Praznik u Sarajevu (Święto w Sarajewie), był także reżyserem telewizyjnego programu satyrycznego Top lista nadrealista, realizowanego przez TV Sarajewo. Kolejny film Mizaldo - kraj teatra powstał w czasie wojny w Bośni. Film krótkometrażowy Super dobra ideja został wyróżniony pierwszą nagrodą na Międzynarodowym Festiwalu Filmowym w Barcelonie. Ostatni film, który zrealizował - Dobro uštimani mrtvaci otwierał Festiwal Filmowy w Sarajewie w roku 2005.
Był jednym z założycieli sarajewskiego kanału telewizyjnego OBN. Pełnił funkcję przewodniczącego Stowarzyszenia Filmowców Bośni Hercegowiny, był także członkiem Europejskiej Akademii Filmowej. Przez kilka lat pracował jako wykładowca Akademii Sztuk Scenicznych w Sarajewie. Zmarł 20 lipca 2006 na atak serca.

## Filmografia

### Reżyser
- 1991: Praznik u Sarajevu
- 1994: Mizaldo, Kraj Teatra
- 1997: Super dobra ideja
- 1999: Familija d.o.o. (serial)
- 2005: Dobro ustimani mrtvaci

### Scenarzysta
- 2005: Dobro ustimani mrtvaci